# Sismo de Mianmar de agosto de 2016
O Sismo de Mianmar de agosto de 2016 foi um sismo de magnitude 6,8 que atingiu Mianmar a 25 quilômetros (16 milhas) ao oeste de Chauk em 24 de agosto de 2016, com um máximo de escala de Mercalli de VI (Forte). Ocorreu às 17:04 hora local (10:34 UTC), e foi concentrado em uma área isolada. A profundidade foi estimada em 84,1 km. Os tremores do terremoto foram sentidos em Yangon, nas cidades orientais de Patna, Guwahati, e Kolkata na Índia, em Bangkok na Tailândia e em Dhaka, capital do Bangladesh. Segundo relatos, vários templos da antiga cidade vizinha de Bagan foram danificados e quatro pessoas morreram.